# カール・ヤーコプ・ブルクハルト

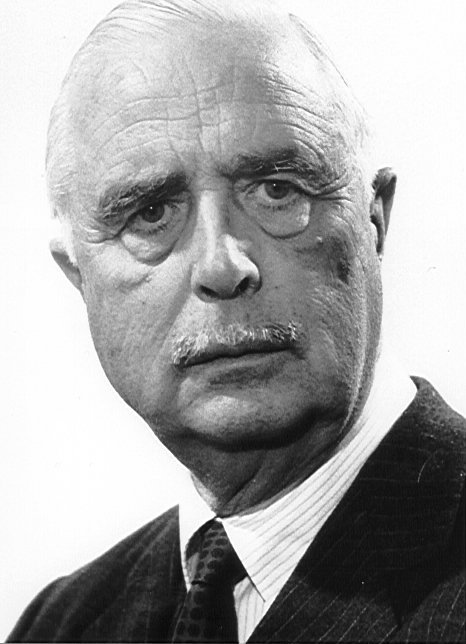
カール・ヤーコプ・ブルクハルト（赤十字による写真）

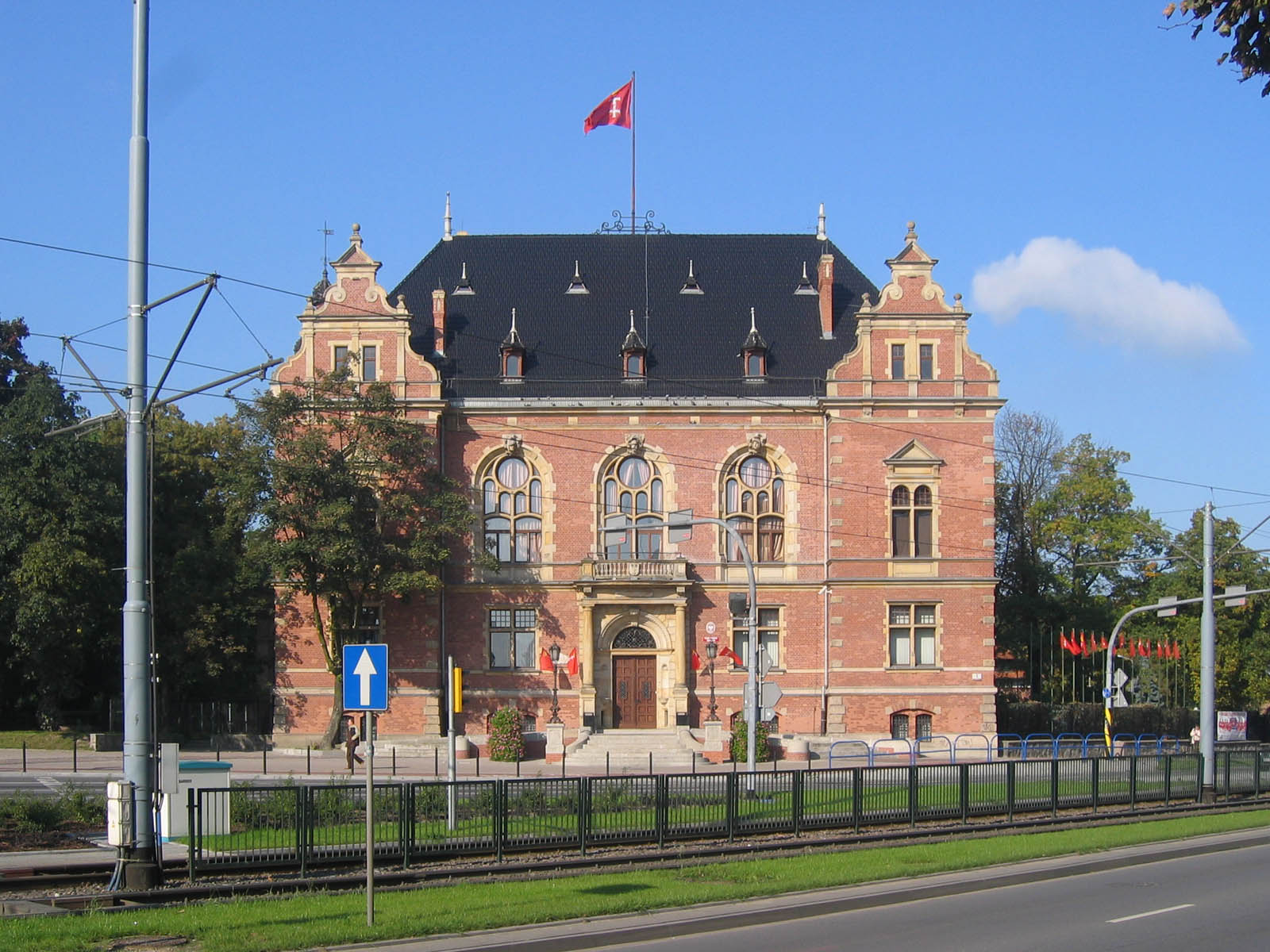
自由都市ダンツィヒ高等弁務官事務所

カール・ヤーコプ・ブルクハルト（Carl Jacob Burckhardt、1891年9月10日 - 1974年3月3日）は、スイスの外交官・歴史家である。外交官としての実績で著名なものは、国際連盟の自由都市ダンツィヒ高等弁務官（1937年 - 1939年）と赤十字国際委員会総裁（1945年 - 1948年）である。

## 生涯
ブルクハルトはバーゼルの貴族ブルクハルト家でカール・クリストフ・ブルクハルトの子として生まれた。バーゼルとシュテックボルンのギムナジウムに通った後、バーゼル大学、チューリッヒ大学、ミュンヘン大学、ゲッティンゲン大学で学び、特にエルンスト・ガリアルディとハインリヒ・ヴェルフリンの影響を受けた。
1918年から1922年にかけてのオーストリア＝ハンガリー帝国崩壊後の混沌とした時代に、彼はオーストリアのスイス公使館で初めて外交経験を積んだ。赴任中、彼はフーゴ・フォン・ホーフマンスタールと知り合いになった。ブルクハルトは1922年に博士号を取得し、赤十字国際委員会(ICRC)に任用された。ICRCでは小アジアに派遣され、希土戦争後のギリシャとトルコの住民交換を支援した。
その後彼はスイスに戻り、エリーザベト・ド・レイノルド（ゴンザグ・ド・レイノルドの娘）と結婚し、学問的キャリアに従事した。彼は1927年にチューリッヒ大学で私講師に任命され、1929年に現代史の員外教授(Professor extraordinarius)に任命された。1932年から1937年まで、ジュネーブで創設されたばかりの国際・開発研究大学院の正教授(Professor ordinarius)だった。その間の1935年に、枢機卿リシュリューについての包括的な伝記の最初の巻を出版した。この本は1967年の第4巻の出版によって完成した。
彼は1937年に再び外交キャリアに戻り、1937年から1939年まで国際連盟の自由都市ダンツィヒ高等弁務官を務めた。彼は、国際連盟によって保証されたダンツィヒの国際的地位を維持することを目指した。彼はドイツからの要求の増大を食い止めようとして、何人かのナチス幹部と接触した。その試みは、ドイツによるポーランド侵攻とダンツィヒ併合により最終的に失敗した。
高等弁務官の任務を終えた後、第二次世界大戦の残りの期間（1939年 - 1945年）はジュネーブの教授職に戻った。その間も、彼はICRCの主導的な役割で活動し、ダンツィヒ高等弁務官としての2年間に得られたコネクションを利用して民間人と囚人が良い治療を受けられるよう交渉するために、数回ドイツを訪れた。
戦後、彼は1945年から1948年までICRCの総裁になった。その間、彼は国際赤十字機関と各国の赤十字社の統合を増やした。政治的には、彼がICRCの国際紛争における厳密な中立性という方針を維持したことで、ナチスの残虐行為が明るみに出てもICRCが正式に非難するのを拒絶することにつがなったため、彼の言葉は物議を醸した。彼は強い反共主義により、ナチズムはそれほど悪くないと考えるに至った。この間の1945年から1949年まで、彼はパリ駐在のスイス大使にも任命された。
イスラエルの歴史家リヴィア・ロスキルヒェンによれば、ブルクハルトは「ヒトラーの親友であり崇拝者」であり、1941年という早い時期に「ユダヤ人問題の最終的解決」について知らされていた。彼の指導の下で、ICRCは「ナチスの絶滅政策の道具として役立った」。 戦争中の赤十字の姿勢は、1994年に公文書が公開されるまでは完全には明らかにならなかった。
1949年以降、彼は学業に戻り、以降数十年にわたって歴史に関する本を数多く出版した。1954年に彼はドイツ書籍協会平和賞を受賞した。彼は1974年にヴォー州のヴァンゼルで亡くなった。

## 著書
- Der Berner Schultheiss Charles Neuhaus (1925)
- Richelieu (4 vols., 1935–67)
- Gestalten und Mächte (1941)
- Reden und Aufzeichnungen (1952)
- Meine Danziger Mission, 1937–1939 (1960)
- GW (6 vols., 1971)
- Memorabilien (1977)
- Briefe: 1908–1974 (1986)